# Нецеплін
Нецеплін (пол. Niecieplin) — село в Польщі, у гміні Гарволін Ґарволінського повіту Мазовецького воєводства.
Населення — 331 особа (2011).
У 1975-1998 роках село належало до Седлецького воєводства.

## Демографія
Демографічна структура станом на 31 березня 2011 року:
|          | Загалом | Допрацездатний вік | Працездатний вік | Постпрацездатний вік |
| -------- | ------- | ------------------ | ---------------- | -------------------- |
| Чоловіки | 177     | 26                 | 134              | 17                   |
| Жінки    | 154     | 33                 | 84               | 37                   |
| Разом    | 331     | 59                 | 218              | 54                   |